# 朱藩
朱藩（？年—？年），字固堂，江西安福縣南鄉槎江人，增貢生，歷署四川長壽縣知縣，乾隆三十年任酉陽州州判，乾隆三十九年（1774年）署江津縣知縣，四十年六月題順慶府經歷，乾隆四十二年（1777年）署鄰水縣知縣，乾隆四十四年以年老勒令休致。